# Forum Zeitgenössischer Musik Leipzig
Das Forum Zeitgenössischer Musik Leipzig ist ein gemeinnütziger Verein mit Sitz in Leipzig, der sich als unabhängige kulturelle Organisation der projektbasierten Vermittlung zeitgenössischer Musik widmet.

## Allgemeine Beschreibung
Die Namensgebung als „Forum Zeitgenössischer Musik Leipzig“ hebt die ursprüngliche Ausrichtung und Zielsetzung des Vereins hervor. In den Anfangsjahren bestand sein Anliegen in der Förderung zeitgenössischer Musik im Gebiet Leipzig und Umgebung. Zu diesen lokalen Aktivitäten traten seit Mitte der 1990er Jahre auch zunehmend grenzüberschreitende Projekte hinzu, so etwa im Rahmen von GRENZREGIONEN/LINE_IN:LINE_OUT, Heimat Moderne, Experimentale 1 und des CAGE100-Festivals. Die Nennung des Ortes Leipzig im Namen bezieht sich deshalb mehr auf den Sitz und die zentralen Büroeinrichtungen des Vereines als auf die geografische Eingrenzung seiner Aktivitäten.
Der Verein nimmt seit seiner Gründung eine vermittelnde Position zwischen der zeitgenössischen Musik und den Komponisten einerseits sowie den Institutionen des öffentlichen Musiklebens beziehungsweise dem Publikum andererseits ein. Er verfügt dabei über ein Spektrum unterschiedlicher Vermittlungsmethoden, von der allgemein-informativen Konzerteinführung über pädagogische Projekte bis zur Einbeziehung des Publikums in ästhetische Debatten. Daraus resultiert eine offene Vermittlerposition, die in dem Wort „Forum“ zum Ausdruck gebracht wird.
Gegenüber stilistischen und ästhetischen Selektionskriterien, wie sie die Begriffe „moderne Musik“, „avantgardistische Musik“ oder „Neue Musik“ implizieren, nimmt der Verein mit seiner Namensgebung eine neutrale Position ein. Die Vereinsarbeit konzentriert sich bei der Auswahl von Werken und der Konzeption von Projekten auf die Musik des 20. und 21. Jahrhunderts. Der Begriff „Zeitgenössische Musik“ wird demzufolge als historiographische und nicht als stilistisch-ästhetische Kategorie verstanden.

## Entstehung und Entwicklung
Das FZML wurde am 8. November 1990 von Mitgliedern des bedeutenden Ensembles für Avantgarde-Musik in der DDR, der Gruppe Neue Musik Hanns Eisler sowie verschiedene Künstler, Autoren, Wissenschaftler und Journalisten gegründet. Zu den Gründungsmitgliedern gehören Günter Neubert, Eberhardt Klemm, Josef Christof, Burkhard Glaetzner, Reiner Kontressowitz, Karl Ottomar Treibmann, Steffen Schleiermacher, Dieter Zahn, Gerhard Erber, Gerd Schenker, Matthias Sannemüller, Wolfgang Weber und Axel Schmidt. Gemeinsam erklärtes Ziel war die Verbreitung zeitgenössischer Musik und die Förderung eines lebendigen Dialoges über Musik und Kunst der Gegenwart. Bereits zwei Jahre später, 1992, befand sich das FZML in einer ersten Krisensituation. Verschiedene Interessenlagen innerhalb des Vereinsvorstandes, sowie die Tatsache, dass die einzelnen Mitglieder ihre eigene musikalische Karriere individuell und teilweise äußerst erfolgreich vorantrieben, führten am 12. Dezember 1992 zu dem Beschluss, den Verein aufzulösen. Da der Beschluss nicht umgesetzt wurde, bestand das FZML weiter.
1993 lösten Gerd Schenker, Matthias Sannemüller und Axel Andrae den bis dato eingesetzten Vorstand des FZML ab. Die durch sie initiierte Konzertreihe »MUSIK-ZEIT« wurde das erste Erfolgsformat des FZML. Neben zahlreichen Uraufführungen stand bei der Programmgestaltung insbesondere die internationale Musikszene im Fokus der Konzerte, die zunächst im Neuen Rathaus, später in der Alten Handelsbörse ihre Heimat hatten. Mit den »Schulmusikkonzerten« schuf dieser Vorstand zudem die erste Veranstaltungsreihe, die den Aspekt der Vermittlung zeitgenössischer Musik an die heranwachsende Generation in den Fokus rückte.
1999 übergaben Schenker und Sannemüller die künstlerische Leitung an Thomas Christoph Heyde. Ein Jahr später bezog das FZML unter seiner Leitung seine ersten offiziellen Geschäftsräume. Ab 2001 veranstaltete das FZML neben mehreren Konzertreihen jährlich ein Festival. Diese Konstanz stärkte die Wahrnehmung des Vereins enorm und das FZML etablierte sich mehr und mehr in der Kulturszene. Die Stadt Leipzig und das Land Sachsen förderten nun regelmäßig Projekte des FZML. 2003 flossen erstmals auch Bundesmittel. 2006 startete die Festivalreihe »MachtMusik«, 2007 die erfolgreiche Konzertreihe »FreiZeitArbeit«. Für die nächsten Jahre bildeten diese Projekte den Kern der Arbeit des FZML. In den Jahren 2008 und 2009 engagierte sich das FZML zunehmend auch pädagogisch und führte Projekte an Schulen und sozialen Brennpunkten durch. 2010 feierte das FZML sein 20-jähriges Bestehen. Im selben Jahr gründete sich auch der Verein »Freunde und Förderer des FZML«, dessen Mitglieder das FZML finanziell und ideell in seiner Arbeit unterstützen.
Mit dem einjährigen und internationalen Festival CAGE100, welches aus über 100 Einzelveranstaltungen weltweit besteht, führt das FZML 2012/2013 das bis dato umfangreichste Projekt seines bisherigen Bestehens durch.

## Arbeitsweise
Als gemeinnütziger Verein ist das FZML durch eine besondere operative Struktur gekennzeichnet. Da jedes Projekt neue und in der Regel individuelle Aufgaben mit sich bringt, entwickelt der Verein seine Arbeitsmethoden kontinuierlich weiter, um den Erfordernissen des jeweiligen Projektes angemessen begegnen zu können. Der Verein nennt diesen Prozess in Abgrenzung zur Struktur konventioneller Institutionen auch „Spontaninstitutionalisierung“, was die Bedeutung von Flexibilität und Anpassungsfähigkeit für die Vereinsarbeit betont.

## Finanzierung
Seit 2011 erhält das Forum Zeitgenössischer Musik Leipzig institutionelle Förderung der Stadt Leipzig. Alle darüber hinausgehenden Mittel für Projekte generiert der Verein durch die Drittmittelakquise bei Stiftungen und Kulturfonds, durch private Geldgeber und Spenden, sowie durch die Unterstützung des Fördervereins Freunde und Förderer des FZML. Das FZML erhielt unter anderem Spitzenförderungen der Kulturstiftung des Freistaates Sachsen, der Kulturstiftung des Bundes und des BMFSFJ (Bundesministerium für Familie, Senioren, Frauen und Jugend).

## Konzeption
Die Arbeit des FZML basiert konzeptionell auf einer Verbindung von verschiedenen Ebenen der Betrachtung zeitgenössischer Musik. Im Fokus steht dabei die Überbrückung der Distanz zwischen sinnlicher Erfahrung und intellektueller Verarbeitung. Leitend ist der Grundgedanke, dass zeitgenössische Musik sowohl ein Objekt der Wahrnehmung als auch ein Gegenstand des Diskurses sein kann. Das Spektrum von Methoden, mittels derer das Phänomen zeitgenössische Musik unterschiedlich beleuchtet wird, reicht vom klassischen Konzertformat über das Experimentieren mit Modalitäten der Aufführung und die Einbeziehung anderer Kunstgattungen bis hin zur aktiven Teilhabe des Publikums an künstlerischen Prozessen. Dabei bilden alle Methoden eine dramaturgische Einheit, in deren Zentrum die Betrachtung des jeweiligen Werkes oder Themas steht.
Als ein Beispiel für dieses besondere dramaturgische Konzept kann die Festivalreihe MachtMusik betrachtet werden. Sie wurde zwischen 2006 und 2009 einmal jährlich mit thematisch unterschiedlich ausgerichteten Festivalprogrammen realisiert, die nacheinander den Bereichen Politik (2006), Religion (2007), Sport (2008) und Erotik (2009) gewidmet waren. In den je 20 bis 30 Veranstaltungen umfassenden Festivalprogrammen wurden die thematischen Bereiche verschiedenartig aufgegriffen und verarbeitet. Im Falle des ersten Festivals (2006) geschah dies mittels einer Befragung des gegenwärtigen Verhältnisses von Musik und Politik sowohl auf künstlerischer als auch diskursiver Ebene.

„Die zentrale Frage der Festivalmacher war also nicht, ob es überhaupt eine wechselseitige Beziehung von Musik und Politik gibt, sondern wie sich diese in der Gegenwart gestaltet. Um der Komplexität der Fragestellung gerecht zu werden, setzte man in Leipzig auf eine bewusst undogmatische und ergebnisoffene Diskussion und ließ nicht selten die Musik für sich sprechen. Die Gefahr, die Frage nur zu umkreisen, ohne sie zu beantworten, nahm man damit in Kauf […]“

Ein weiteres Beispiel für den ganzheitlichen kuratorischen und dramaturgischen Ansatz des FZML ist das Festival CAGE100 (2012/13), das dem amerikanischen Komponisten und Künstler John Cage gewidmet war. In diesem Projekt übertrug das FZML die künstlerische Konzeption direkt auf das Festivalformat und seine Inhalte. So wirkten alleine 125 Komponisten an der Komposition eines einzigen Stücks, den „Party-Pieces“, nach einer Idee von John Cage mit. Das entstandene Werk stellt, gemessen an der Anzahl der beteiligten Komponisten, die größte Gemeinschaftskomposition der abendländischen Musikgeschichte dar.
Eine weitere Besonderheit des Projektes bestand auch in dessen globaler Tragweite. Alle beteiligten Komponisten lebten und arbeiteten während des Projektzeitraumes in Deutschland oder den USA. Dennoch stammt ein Großteil von ihnen aus rund einem Dutzend anderer Länder, darunter Kanada, Frankreich, Polen, Russland und Japan. Dadurch wurde nicht nur eine ästhetische, sondern auch eine kulturelle Multi-Perspektivität als Grundlage der Gemeinschaftskomposition dramaturgisch angelegt.
Das FZML arbeitet bei seinen Projekten zumeist mit anderen Institutionen, freien Gruppen, aber auch Unternehmen, Vereinen und Verbänden zusammen. Darüber hinaus verpflichtet der Verein je nach Art der Projekte Musiker und Ensembles, aber auch andere Künstler und Wissenschaftler sowohl aus Deutschland, als auch aus anderen Ländern. Das FZML bespielt keinen speziellen Raum, sondern wählt jeweils seine Spielorte nach künstlerischen und kuratorisch-dramaturgischen Gesichtspunkten aus. So kann der Verein im Laufe seines Bestehens auf über 200 verschiedene Spielorte verweisen.

## Projekte und Konzerte ab 2006
Die folgende Übersicht listet alle seit dem Jahr 2006 vom FZML realisierten Projekte und Konzerte auf. Die einzelnen Produktionen sind in den Bereichen Festivals, Konzertreihen, Sonstige Konzerte und Pädagogik und Workshops zusammengefasst und chronologisch geordnet.

### Festivals
- 2016: ALTZEIT NEU – 25 Jahre FZML (9. Februar – 11. Februar)[20]
- 2012/2013: CAGE100 (6. Juli 2012 – 17. Oktober 2013)[19]
- 2010: 20 Jahre FZML – Jubiläumsfestival (14. Oktober – 16. Oktober)[2]

#### Festivalreihe »MachtMusik«
- 2009: sex.macht.musik – Festival für erotische Musikkultur (4. Dezember – 6. Dezember)[21]
- 2008: Machtmusik – Festival für sportliche Musikkultur (18. September – 21. September)[22]
- 2007: MachtMusik – Festival für religiöse Musikkultur (11. September – 16. September)[23]
- 2006: MachtMusik – Festival für politische Musikkultur (13. September – 23. September)[24]

### Konzertreihen

#### Konzertreihe »FreizeitArbeit«
2011
- Waldkonzert (10. September 2011)
- Bunkerkonzert (25. November 2011)
- Rathauskonzert (10. Dezember 2011)

2010
- Flughafenkonzert (12. Juni 2010)
- Fast-Food-Konzert (11. Dezember 2010)
- Krankenhauskonzert (26. November 2010)

2009
- Friedhofskonzert (22. Mai 2009)
- Bahnhofskonzert (27. Juli 2009)
- Fahrradkonzert (13. September 2009)
- Bordellkonzert (20. November 2009)

2008
- Dampferkonzert (1. Mai 2008)
- Arbeitsamtkonzert (1. Juli 2008)
- Nachtwanderkonzert (2. August 2008)

2007
- Badekonzert (14. Juli 2007)
- Picknickkonzert (19. August 2007)
- Straßenbahnkonzert (16. November 2007)

#### Konzertreihe »Butterfahrt«
2011
- 1. Deutsches Stromorchester (11. Mai 2011)
- Ensemble Work in Progress – [Berlin] (22. Juni 2011)
- Ensemble Lux [Wien] (23. November 2011)

2010
- Besucher |: Praesenz | Aer [Israel], Ensemble Nikel [Deutschland] (10. November 2010)

### Sonstige Konzerte
2016
- 125 Party Pieces (Europapremiere 20. Januar 2016)[27]

2014
- LEIPZIGNOIR 1914 (Premiere 17. Dezember 2014)[28]

2012
- Eisler | Sohn ohne Stadt – Eine musikalisch-szenische Revue zum 50. Todestag von Hanns Eisler (3. Oktober 2012)[29]
- Konzert – Staatsphilharmonie Timisoara (12. April 2012)[29]

2009
- «Den Sieg verfehlt…» Konzert zum Wendejubiläum (19. September 2009)[30]

### Pädagogik und Workshops
2009
- Bild dir deine Meinung (25. März – 18. Juni 2009)[31]
- Relaunch: Romeo + Julia (25. Juni 2009)[31][32]

2008
- New Religion (25. Februar – 29. Februar 2008)[31]
- Workshops im Wortstreit (25. Februar – 29. Februar 2008)[31]
- Mixtape (3. März – 7. März 2008)[31]

## Auszeichnungen
- Förderpreis des Sächsischen Initiativpreises für Kunst und Kultur der Kulturstiftung des Freistaates Sachsen (2009)
- Sonderpreis „Schule der Toleranz“ (2009)
- Deutscher Musikeditionspreis des Deutschen Musikverlegerverbandes e. V. „Best Edition“ (2014)[33]

### Nominierungen
- Nominierung von Cage100 als „Kulturmarke des Jahres 2013“[34]